# Плодовий
Плод́овий (рос. Плодовый) — селище у складі Ташлинського району Оренбурзької області, Росія.
Стара назва — Плодопитомник.

## Населення
Населення — 119 осіб (2010; 131 у 2002).
Національний склад (станом на 2002 рік):
- росіяни — 81 %